# Осьминог (фильм, 2023)
«Осьмино́г» — российский фильм, дебютный художественный фильм режиссёра Алексея Степанова, снятый по мотивам пьесы Ивана Алифанова «Счастье — это ты». Актёр Даниил Воробьёв исполнил в фильме 8 ролей, сыграв не только главного героя — семейного психолога, но и всех мужчин и мужей своих клиенток.
В марте 2023 года картина получила приз «Перспективный зрительский фильм», одержав победу в программе Work in progress на XXI международном фестивале кинодебютов «Дух огня» в Ханты-Мансийске.
Премьера фильма состоялась 6 августа 2023 года в рамках основной конкурсной программы XXXI фестиваля российского кино «Выборг» в Выборге.
Выход фильма в российский прокат запланирован в 2023 году. Дистрибьютором выступит компания Arna Media.

## Сюжет
Один из лучших семейных психологов России Александр Симонов решает провести в своём доме бесплатный авторский курс «Как обрести счастье» с использованием метода психодрамы. К специалисту приезжают четыре женщины, каждая из которых хочет справиться со своей непростой жизненной ситуацией.

## В ролях
| Актёр             | Роль                        |
| ----------------- | --------------------------- |
| Даниил Воробьёв   | Александр Симонов, психолог |
| Мария Миронова    | Наталья                     |
| Сабина Ахмедова   | Анна                        |
| Наталья Рудова    | Ольга                       |
| Анфиса Черных     | Света                       |
| Мариэтта Азарян   | Варвара                     |
| Дарья Мазурова    | Катя                        |
| Данила Якушев     | Игорь, муж Ольги            |
| Вячеслав Крикунов | Паша, друг Александра       |